# Velise jõgi
Velise jõgi är ett 75 km långt vattendrag i Estland. Den är ett sydligt vänsterbiflöde till Vigala jõgi som via Kasari jõgi mynnar i Matsalviken i Östersjön. Åns källa ligger omedelbart norr om småköping Lelle i Kehtna kommun. Velise jõgi rinner västerut, mestadels genom landskapet Raplamaa, men strax innan sammanflödet med Vigala jõgi passerar den gränsen till Lääneranna kommun i landskapet Pärnumaa. 